# Duingen
Duingen (hochdeutsche Aussprache nach Schriftbild [ˈdʊɪŋən], dialektal (ostfälisch) Daujen [ˈdaʊʒən]) ist ein Flecken in der Samtgemeinde Leinebergland im niedersächsischen Landkreis Hildesheim. 

## Geografie

### Lage

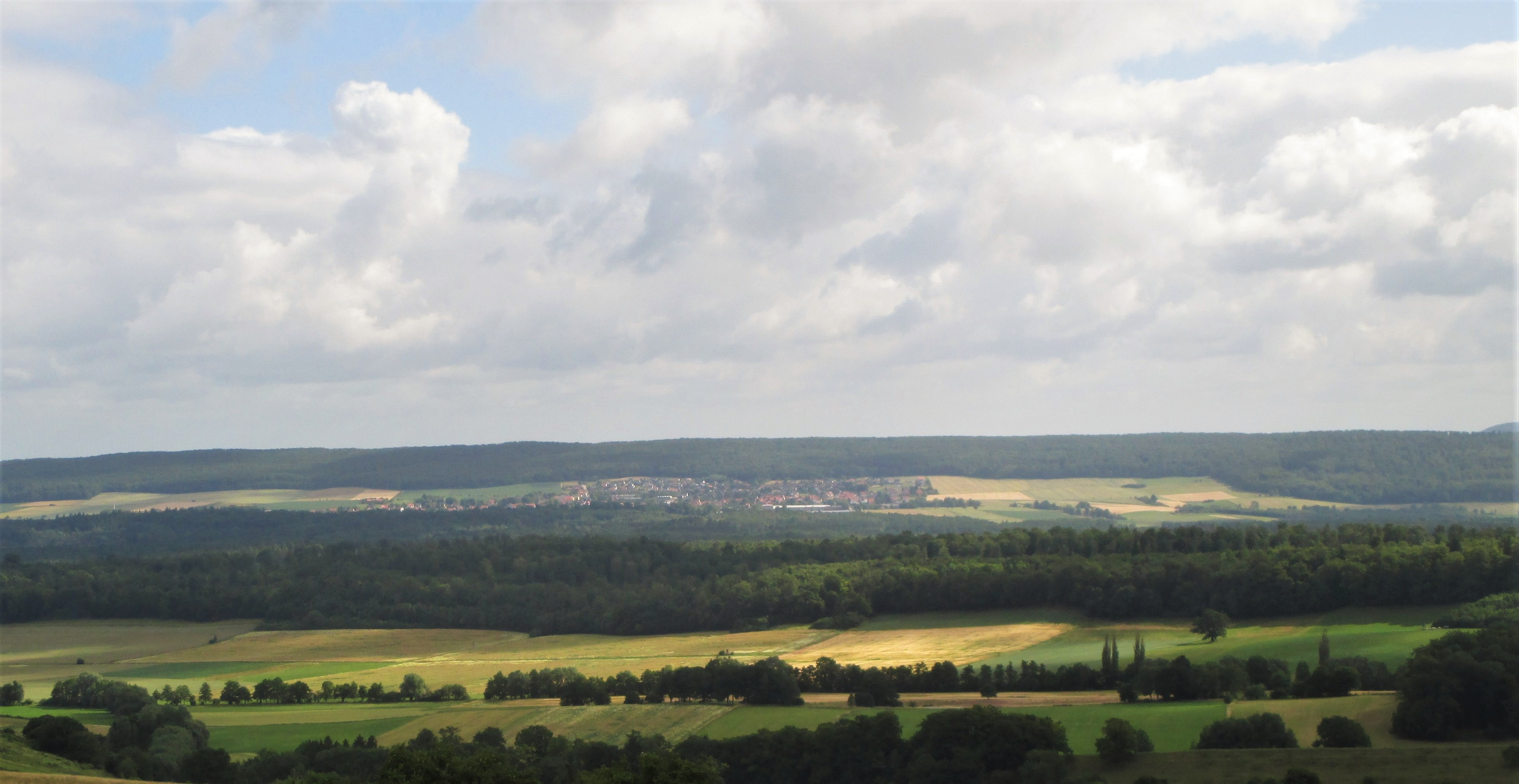
Blick von Holzen-Ith auf Duingen

Duingen liegt etwas östlich vom Naturpark Weserbergland Schaumburg-Hameln im Leinebergland zwischen Ith, Thüster Berg und Duinger Berg. Nahe liegt die Quelle des südwestlichen Leine-Zuflusses Saale. Durch den Duinger Wald führen mehrere Wander- und Fahrradwege zur Duinger Seenplatte mit dem Bruchsee, Humboldtsee, Ententeich und Weinbergersee.

### Fleckengliederung
Der Flecken Duingen besteht aus folgenden Ortsteilen:
1. Capellenhagen (Einwohner: 141)
2. Coppengrave (Einw.: 624)
3. Duingen-Kernort (Einw.: 2706)
4. Fölziehausen (Einw.: 84)
5. Hoyershausen mit Lübbrechtsen und Rott (Einw.: 439)
6. Marienhagen (Einw.: 750)
7. Weenzen (Einw.: 362)

(Einwohnerzahlen: Stand 30. November 2016)

## Geschichte
Erstmals wurde Duingen zwischen 826 und 876 als Duthungun schriftlich erwähnt. Der Ortsname ist eine Bildung mit dem Suffix -ung oder -unga zu einem Grundwort *duð/þ- unbekannter Bedeutung (vielleicht eine Pflanzenbezeichnung). Geschichtliche Varianten des Ortsnamens sind u. a. Dudingen, Tuingoburg, Dujen.
Im April 948 weilte der Herzog von Sachsen und König des Ostfrankenreiches, der spätere römisch-deutsche Kaiser Otto I. in Duingen.
Um 1233 lebten die „Ritter von Duingen“ in der sogenannten „Tinne“. Die „Tinne“ steht im Alfelder Weg und ist Duingens ältestes Haus. Im Jahre 1642 wurde das Hirtenhaus im Hirtenweg 1 gebaut. Duingen hatte zu diesem Zeitpunkt rund 800 Einwohner. Die erste Windmühle wurde 1661 auf dem Windmühlenweg errichtet. 1742 wurde die Windmühle baufällig und neu aufgebaut. Bis Ende der 1960er Jahre war der Müllermeister Großmann tätig. Die Mühle wurde später zu einem Wohnhaus umgebaut. 1911 wurde die Freiwillige Feuerwehr Duingen gegründet. 1977 kam Duingen im Zuge der Auflösung des Landkreises Alfeld (Leine) zum Landkreis Holzminden und wurde 1981 in den Landkreis Hildesheim umgegliedert.
Duingen ist Mitglied der Region Leinebergland, ein nach dem Leader-Ansatz gegründeter freiwilliger Zusammenschluss verschiedener Städte und Gemeinden im südlichen Niedersachsen.

### Eingemeindungen
Im Zuge der Gebietsreform in Niedersachsen, die am 1. März 1974 stattfand, wurden die zuvor selbständigen Gemeinden Capellenhagen und Fölziehausen in den Flecken Duingen eingegliedert.
Am 1. November 2016 wurden die Gemeinden Coppengrave, Hoyershausen, Marienhagen und Weenzen eingemeindet. Zeitgleich wurde die Samtgemeinde Duingen zur neuen Samtgemeinde Leinebergland fusioniert. Duingen ist dadurch nicht mehr Verwaltungssitz, erhielt aber Außenstellen der neuen Samtgemeinde.

### Einwohnerentwicklung
| Jahr | Einwohner | Quelle |
| ---- | --------- | ------ |
| 1885 | 0994      | [ 11 ] |
| 1910 | 1245      | [ 12 ] |
| 1925 | 1306      | [ 11 ] |
| 1933 | 1453      | [ 11 ] |
| 1939 | 1624      | [ 11 ] |
| 1950 | 3178      | [ 13 ] |
| 1956 | 3007      | [ 13 ] |
| 1973 | 3053      | [ 14 ] |
| 1975 | 03296 ¹   | [ 15 ] |
| 1980 | 03083 ¹   | [ 15 ] |

| Jahr | Einwohner | Quelle |
| ---- | --------- | ------ |
| 1985 | 2752 ¹    | [ 15 ] |
| 1990 | 2931 ¹    | [ 15 ] |
| 1995 | 3061 ¹    | [ 15 ] |
| 2000 | 3029 ¹    | [ 15 ] |
| 2005 | 3043 ¹    | [ 15 ] |
| 2010 | 2893 ¹    | [ 15 ] |
| 2015 | 2863 ¹    | [ 15 ] |
| 2016 | 5034 ¹    | [ 15 ] |
| 2019 | 4892 ¹    | [ 15 ] |
| 0    | 0         | 0      |

¹ jeweils zum 31. Dezember
|  |

## Religion

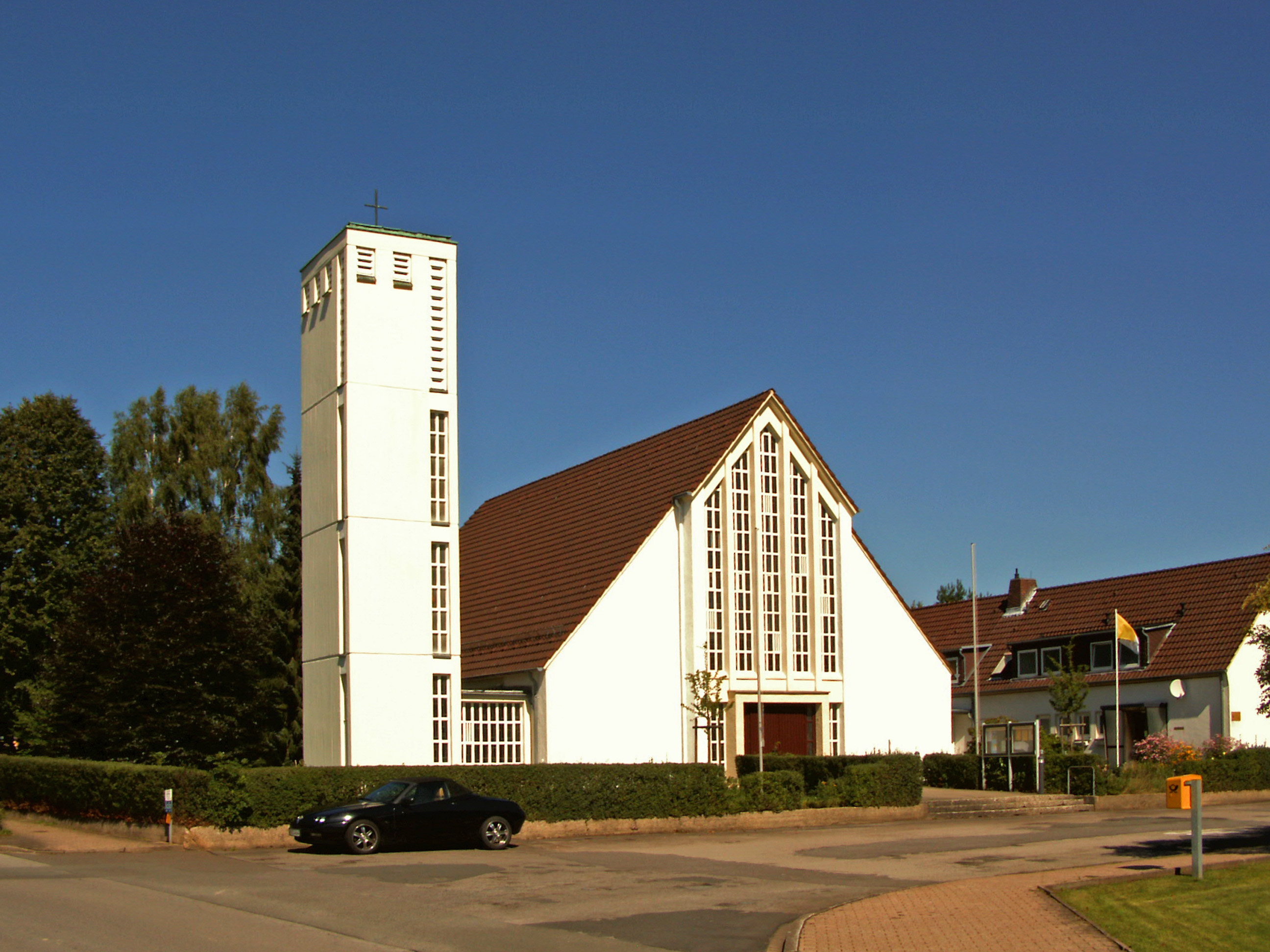
Katholische Kirche Guter Hirt

- Die evangelisch-lutherische Katharinenkirche, 1735–1739 nach Plänen von Ernst Braun erbaut, befindet sich am Pfarrhof. Die Kirchengemeinde, deren Pfarramt auch die Kirchengemeinde Coppengrave sowie die Kapellengemeinde Ith-Weenzer-Bruch betreut, gehört zum Kirchenkreisverband Hildesheimer Land/Alfeld.
- Die katholische Kirche Guter Hirt wurde 1960/61 nach Plänen von Johannes Reuter sen. an der Ebertstraße erbaut. Sie gehört seit 2006 zur Pfarrgemeinde St. Marien in Alfeld. → Hauptartikel: Guter Hirt (Duingen)
- Eine Neuapostolische Kirche befindet sich an der Töpferstraße am Ortsausgang. Die Gemeinde wurde 1930 gegründet, 1953 wurde ihr erstes Kirchengebäude geweiht. Die Gemeinde gehörte zum Kirchenbezirk Hildesheim und wurde 2014 geschlossen.

## Politik

### Rat
Der Rat des Fleckens Duingen setzt sich aus 4 Ratsfrauen und 13 Ratsherren folgender Parteien zusammen:
- CDU: 6 Sitze
- SPD: 6 Sitze
- WGL: 4 Sitze
- Grüne: 1 Sitz

(Stand: Kommunalwahl 11. September 2016)

### Bürgermeister
Der Bürgermeister des Fleckens Duingen ist Klaus Krumfuß (CDU). Seine Stellvertreter sind Andrea Prell (SPD) und Wolfgang Schulz (WGL).

### Wappen
Dem Flecken Duingen wurde das Kommunalwappen am 22. August 1939 durch den Oberpräsidenten der Provinz Hannover verliehen. Der Landrat aus Alfeld überreichte es am 9. Dezember desselben Jahres.
| Wappen von Duingen | Blasonierung: „In blauem Schild auf grünem Dreiberg sitzend eine silberne Taube mit goldener Bewehrung; darüber in der linken Schildecke eine silberne heraldische Rose mit goldenen Kelchblättern und Staubgefäßen.“ |
| Wappen von Duingen | Wappenbegründung: Das Wappen ist von einem seit dem 17. Jahrhundert für Duingen nachzuweisenden Fleckensiegel abgeleitet, das auf den Ortsnamen (Duwe-nigen/Duwe = Taube) deutet. Das alte Siegel ist oftmals gewandelt; einmal ist die Taube nach links, dann wieder nach rechts gerichtet. Im Schnabel trägt dieselbe ein gelegentlich als Palmwedel, dann wieder als Oelzweig zu deutendes Reis. Später ist dem Wappen eine heraldische Rose als Beizeichen gesetzt worden. Anfänglich fand sie sich über dem Schild, später im Schild über dem Rücken der Taube. Ob dieses Zeichen aus dem Wappen des Adelsgeschlechts „von Duingen“ entlehnt ward, ist zu vermuten; denn dieses führte drei Rosen im goldenen Schild. Das neueste festgelegte Fleckenwappen ist in Anlehnung an das überlieferte, aber in anderer Tingierung und unter Einfügung des Dreiberges sowie der Fortlassung des Reises im Schnabel der Taube gestaltet. |

### Wappen der eingemeindeten Ortschaften

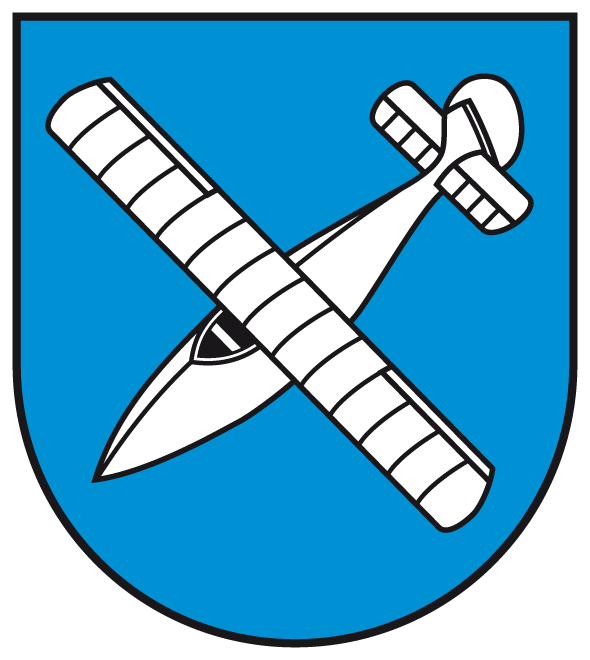
Capellenhagen
Coppengrave
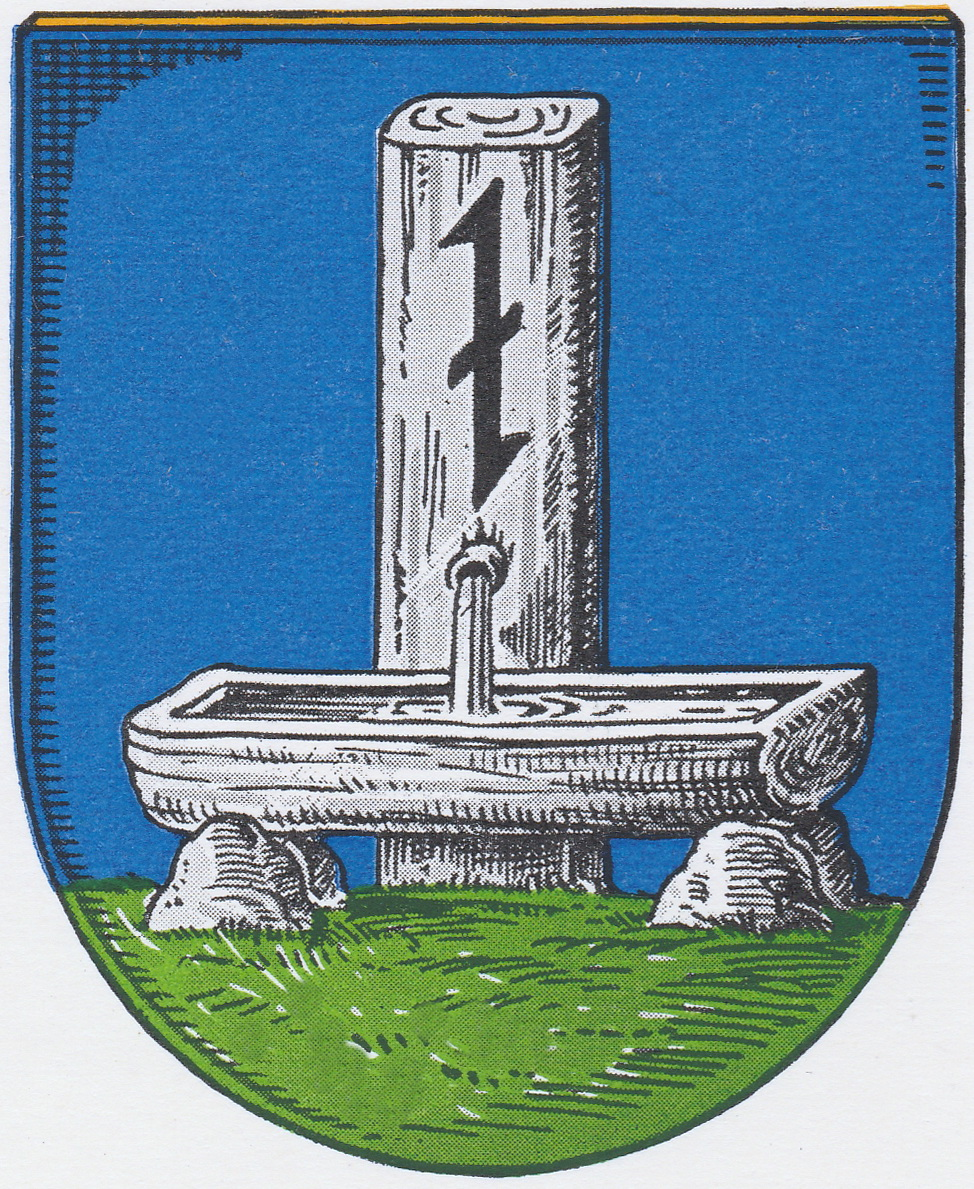
Fölziehausen
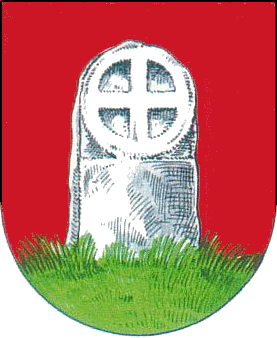
Hoyershausen
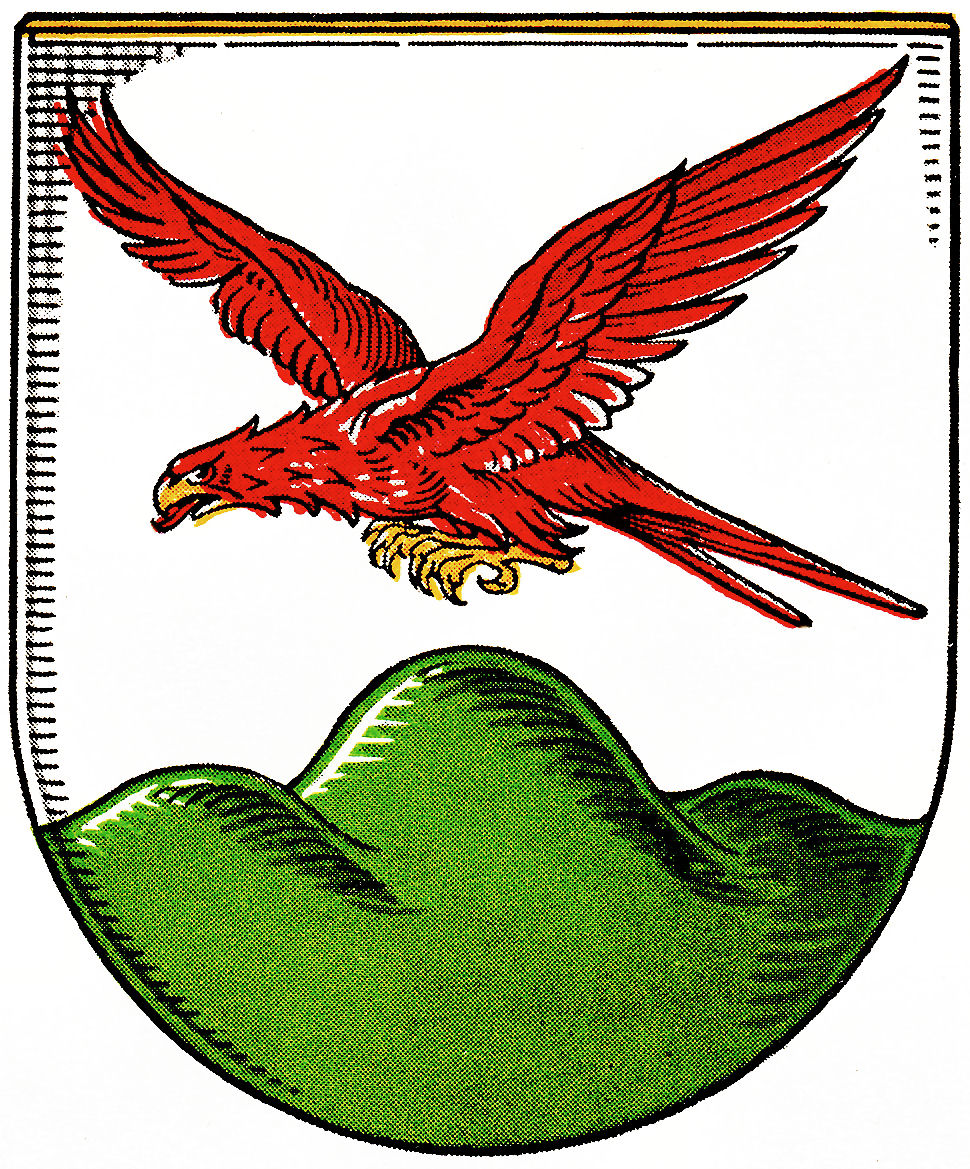
Lübbrechtsen
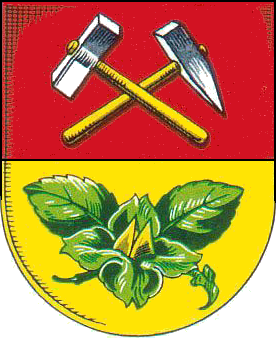
Marienhagen
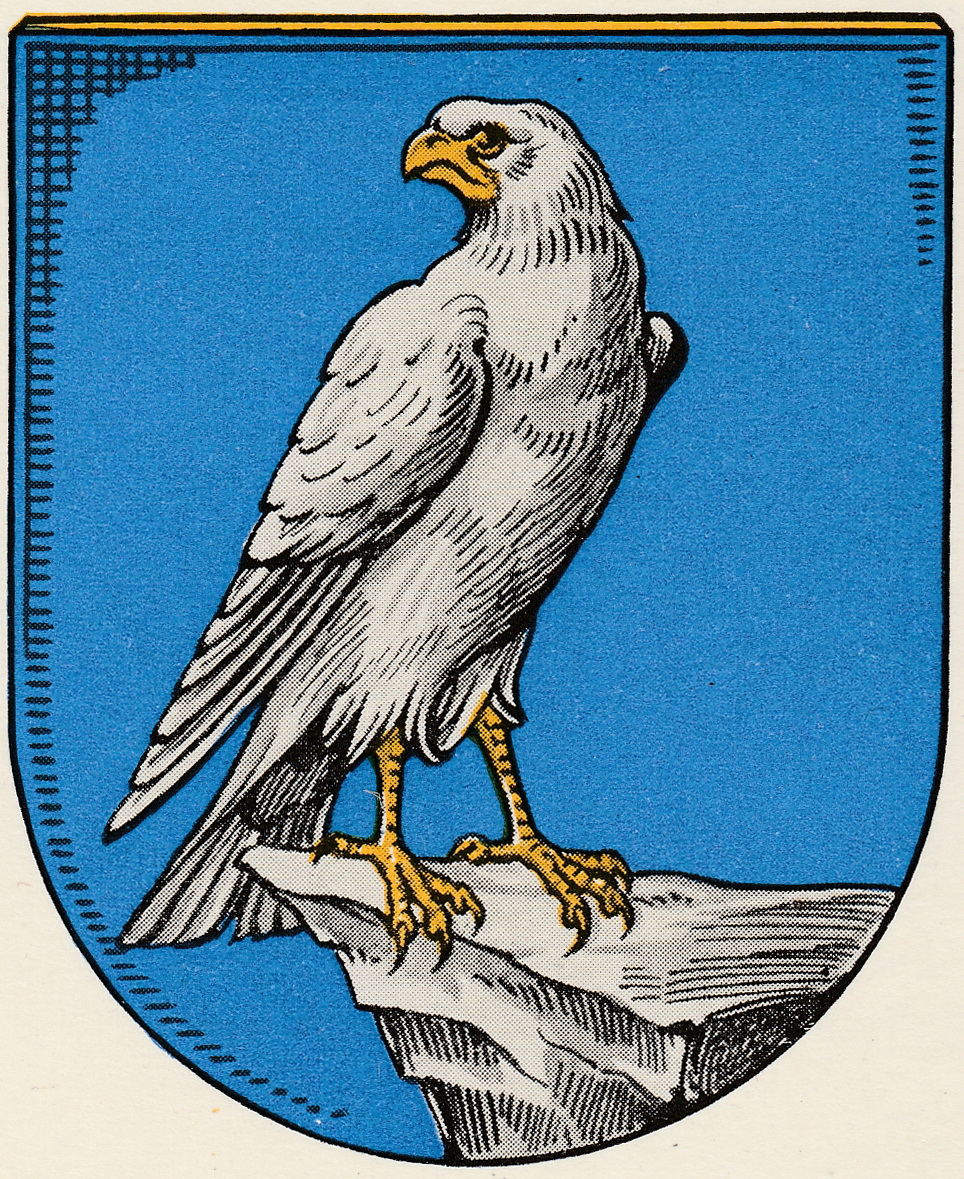
Rott
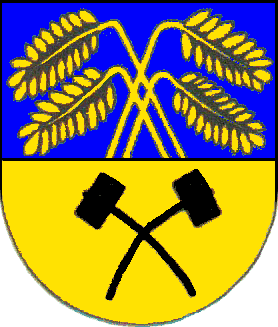
Weenzen

## Kultur und Sehenswürdigkeiten
- Duinger Seenplatte (Bruchsee, Humboldtsee, Weinbergersee) in etwa vier Kilometer Entfernung vom Ort
- Töpfermuseum Duingen[18]

## Wirtschaft und Infrastruktur
In Duingen gibt es Kindergärten, eine Oberschule, eine Grundschule sowie zwei Supermärkte, einen Getränkemarkt und ein Hallenbad.
Verkehr

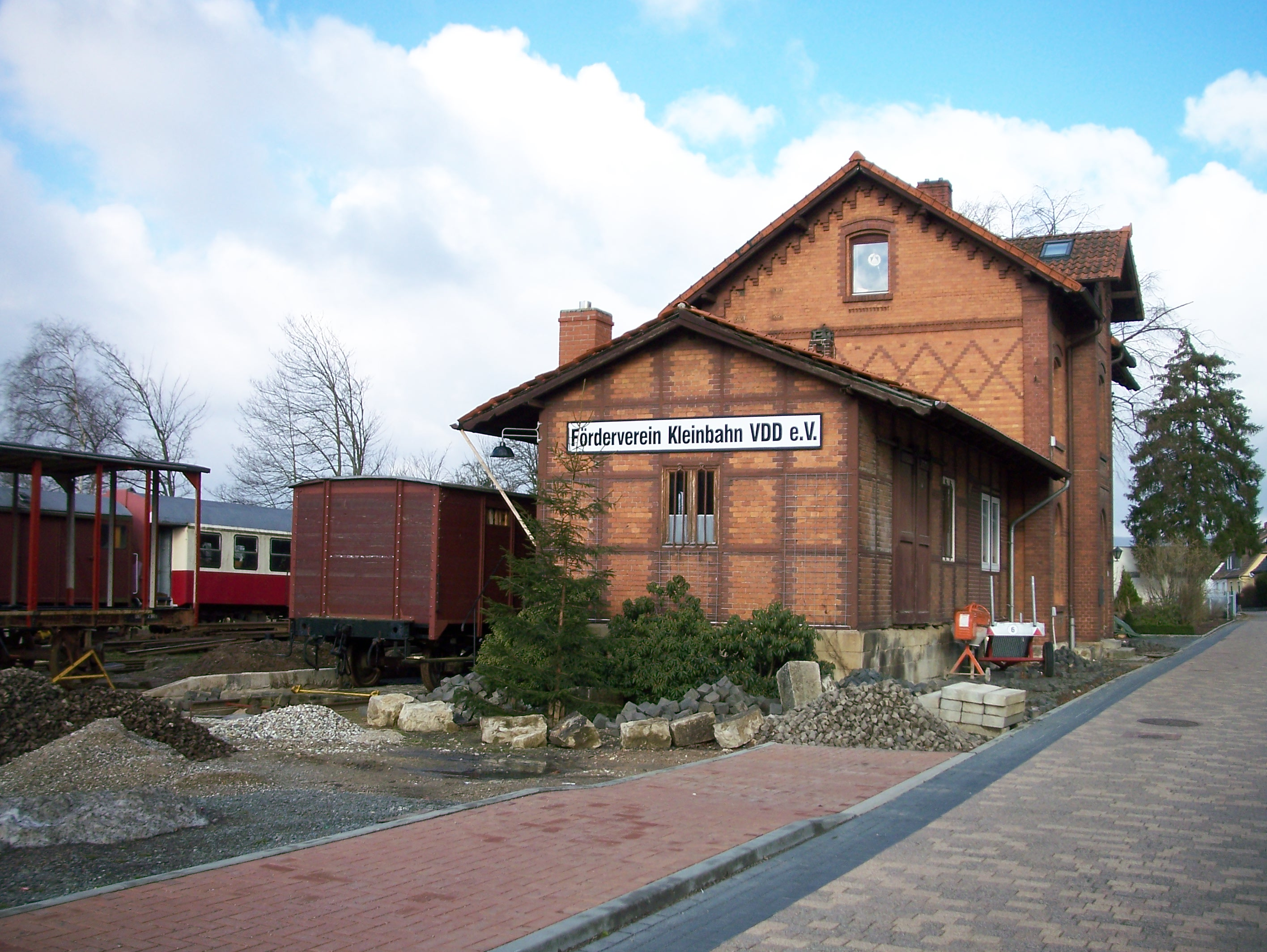
Bahnhof Duingen, Vereinsheim des Fördervereins Kleinbahn VDD

- Duingen liegt an der Bundesstraße B 240.
- Der Bahnanschluss bestand früher in Form der Kleinbahn Voldagsen-Duingen-Delligsen. Mittlerweile ist die Strecke nicht mehr in Betrieb, allerdings wird vom Förderverein Kleinbahn VDD ein musealer Verkehr in Richtung Voldagsen angestrebt.
- Über eine Buslinie der Regionalverkehr Hildesheim GmbH ist Duingen an Alfeld und Thüste angebunden.
- Wander- und Fahrradwege führen unter anderem zur Duinger Seenplatte.

## Persönlichkeiten
- Johann Georg von Eckhart (1674–1730), Historiker und Bibliothekar, geboren in Duingen.
- Hermann Kyrieleis (1863–1924), Fälscher von Luther-Autographen, geboren in Duingen.